# Vortex (Carowinds)
Pour les articles homonymes, voir Vortex.
Vortex sont des montagnes russes en position verticale du parc Carowinds, situé à Charlotte, en Caroline du Nord, aux États-Unis. Elles ont ouvert le 14 mars 1992 et ce sont les troisièmes montagnes russes construites par Bolliger & Mabillard.

## Parcours
Le train quitte la gare et monte le lift hill, haut de 27,4 mètres. Après une pré-descente, caractéristique des montagnes russes de Bolliger & Mabillard, il fait la première descente, qui tourne vers la droite. Ensuite, il y a un looping vertical suivi d'un virage qui monte vers la droite et d'un virage incliné. Une hélice montante suit le virage descendant et est suivi d'un tire-bouchon. Après une autre hélice montante et un large virage, le train arrive aux freins finaux avant d'arriver à la gare.

## Statistiques sur la construction
- 109 colonnes
- 186 426 kg d'acier
- 711,8 m3 de béton

## Galerie

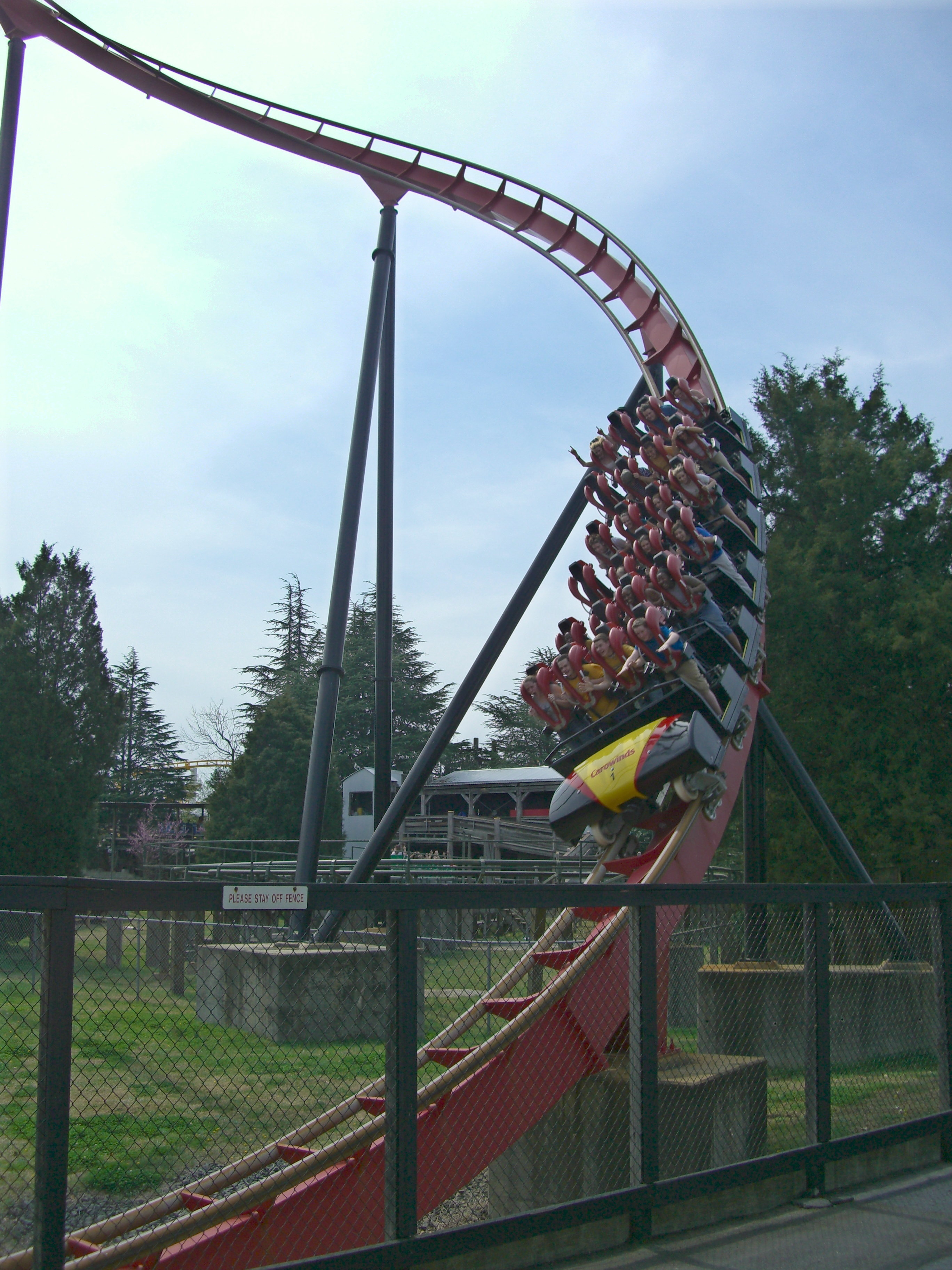
La descente de Vortex.
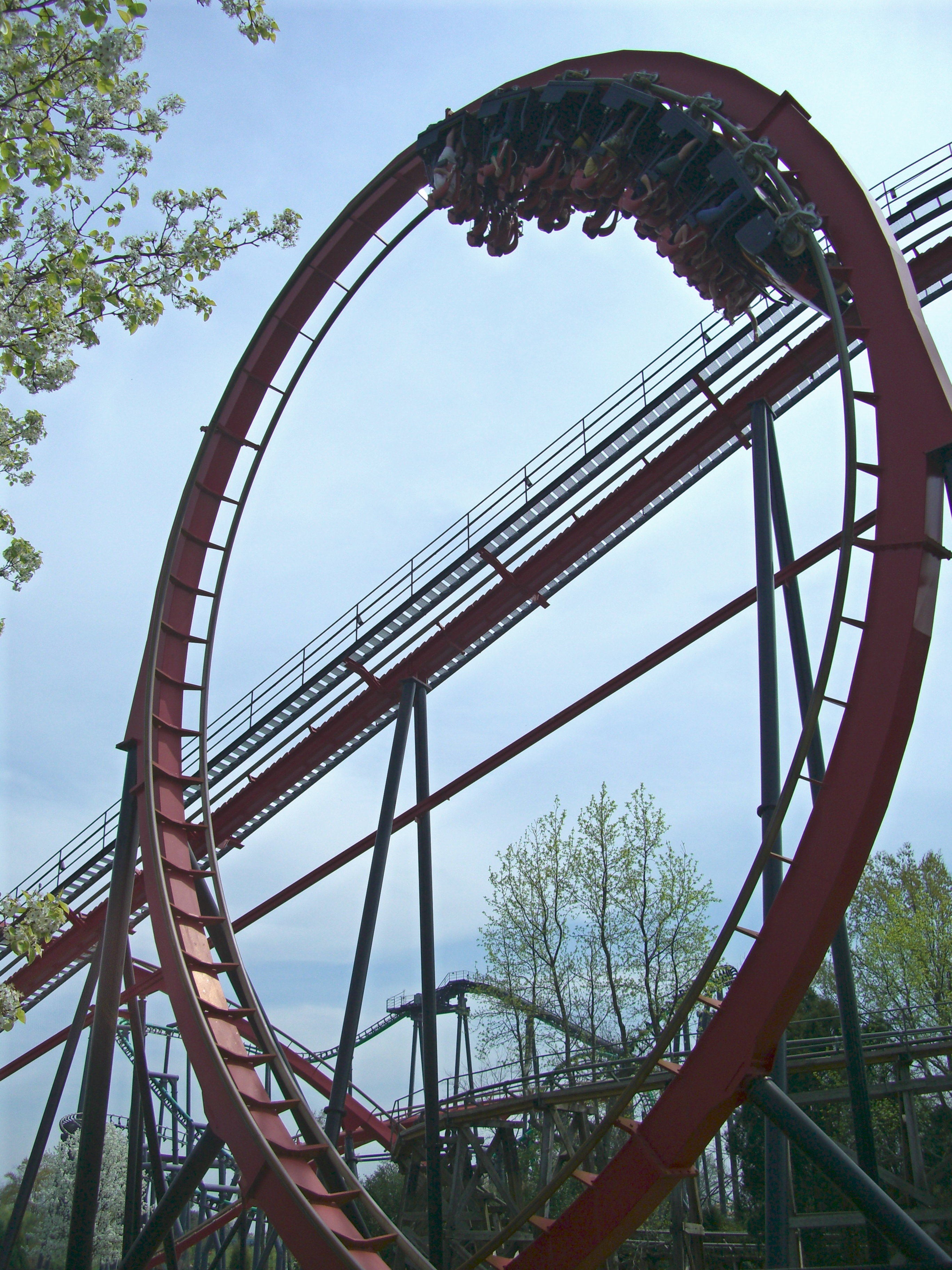
Le looping vertical.
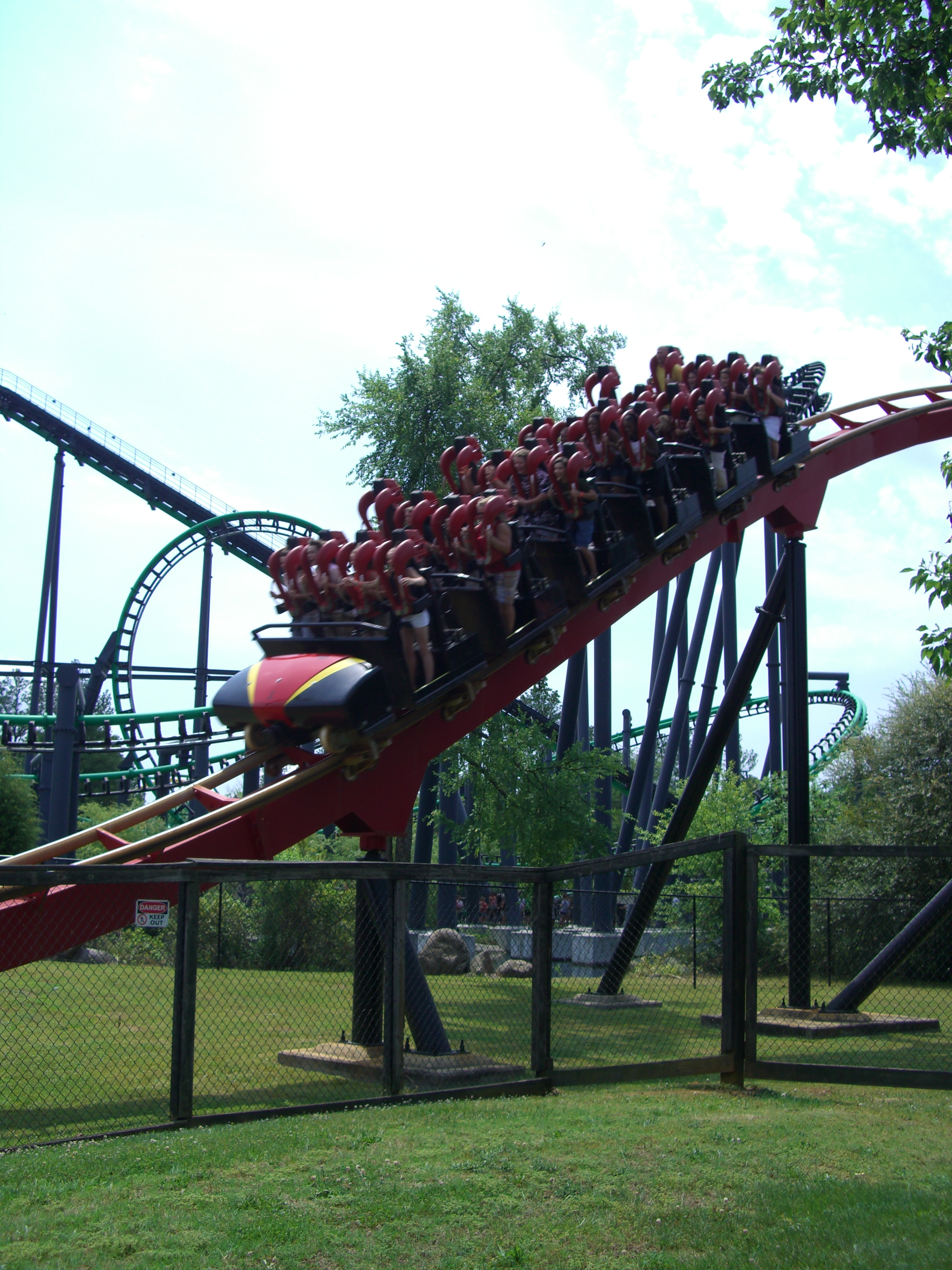
La descente avant le tire-bouchon.
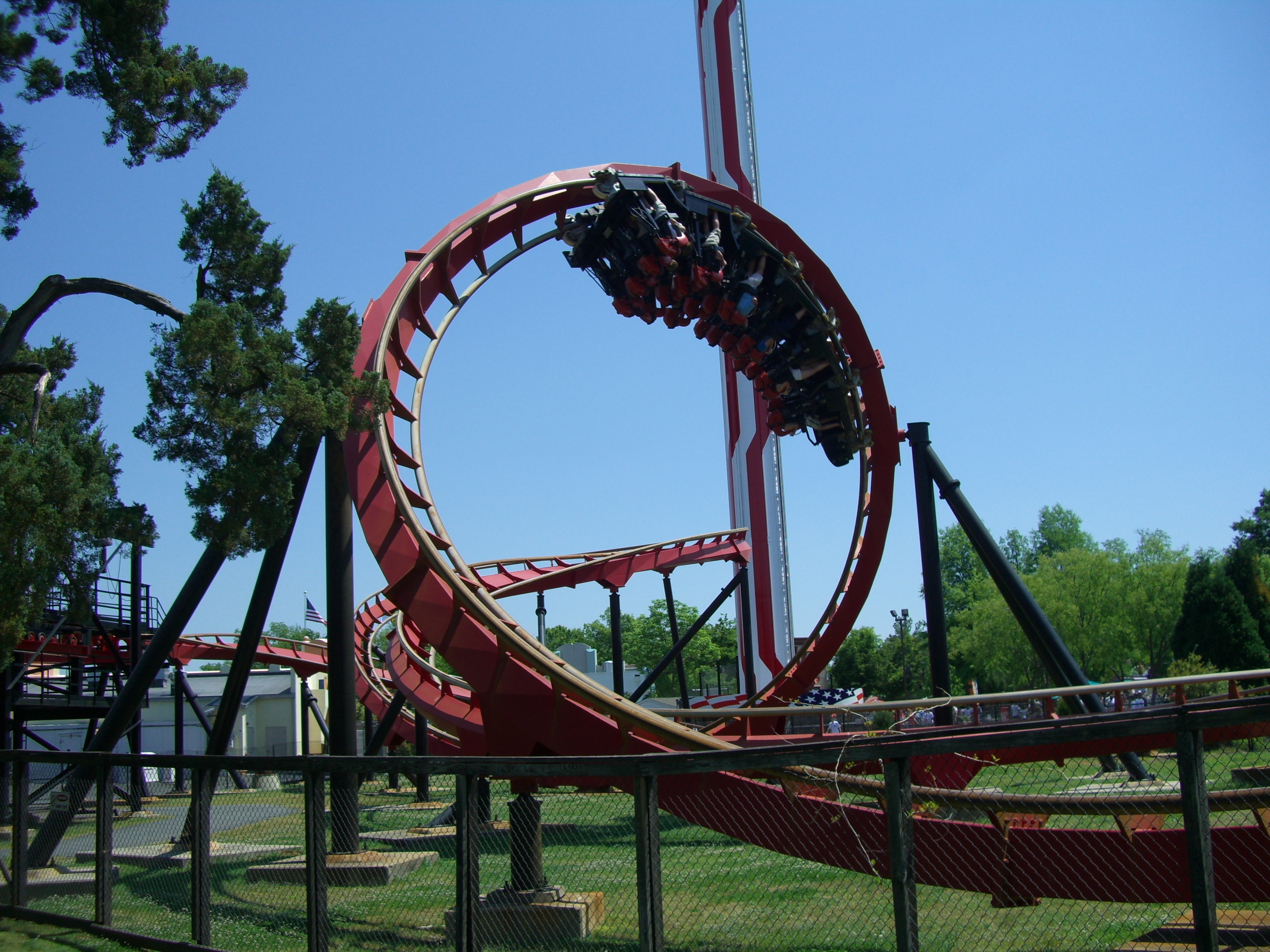
Le tire-bouchon.